# هانفورد (کالیفرنیا)
هانفورد  (به انگلیسی: Hanford) شهری در شهرستان کینگز ایالت کالیفرنیا است که در سرشماری سال ۲۰۱۰ میلادی، ۵۳۹۶۷ نفر جمعیت داشته است.